# Сулейманов, Ульви Заур оглы
Ульви Заур оглы Сулейманов (азерб. Süleymanov Ülvi Zaur oğlu; 6 января 1996, Баку, Азербайджан) — азербайджанский футболист, амплуа — полузащитник.

## Биография
Ульви начал заниматься футболом в возрасте 5 лет в детской секции футбольной школы «Руслан» в Баку. Первым наставником был Алекпер Джафаров. Провел в данной школе шесть лет. В 2007 году школа была преобразована и переименована в футбольную школу ФК «Баку».

## Клубная карьера
Ульви Сулейманов является воспитанником футбольной академии ФК «Баку» в составе которого начинал свои выступления в 2012 году. Выступал поочередно во всех возрастных категориях клуба: U-12, U-13, U-15, U-16, U-17, U-19 лет, далее в дублирующем составе, а с 2014 года в основе клуба.
Будучи игроком дублирующего состава, в рамках сотрудничества между ФК «Баку» и французским «Лансом», вместе с тремя другими молодыми футболистами проходил стажировку во Франции.
Дебютировал в основном составе ФК «Баку» 29 ноября 2014 года в матче премьер-лиги против ФК «Интер» Баку выйдя на замену на 64-й минуте матча.

### Чемпионат
Статистика выступлений в чемпионате Азербайджана по сезонам:
| № | Сезон       | Клуб   | Игр | Голов |
| - | ----------- | ------ | --- | ----- |
| 1 | 2014 / 2015 | «Баку» | 9   | 0     |

### Кубок
Будучи игроком ФК «Баку» провел в Кубке Азербайджана следующие игры.
| № | Дата           | Раунд                    | Клуб      | Соперник  | Итог  |
| - | -------------- | ------------------------ | --------- | --------- | ----- |
| 1 | 3 декабря 2014 | второй раунд, 1/8 финала | «Сумгаит» | «Баку»    | 0 : 0 |
| 2 | 13 марта 2015  | третий раунд, 1/4 финала | «Баку»    | «Карабах» | 1 : 4 |